# Nannorrhops ritchieana
Nannorrhops ritchiana là loài thực vật có hoa thuộc họ Arecaceae. Loài này được (Griff.) Aitch. mô tả khoa học đầu tiên năm 1882.

## Hình ảnh

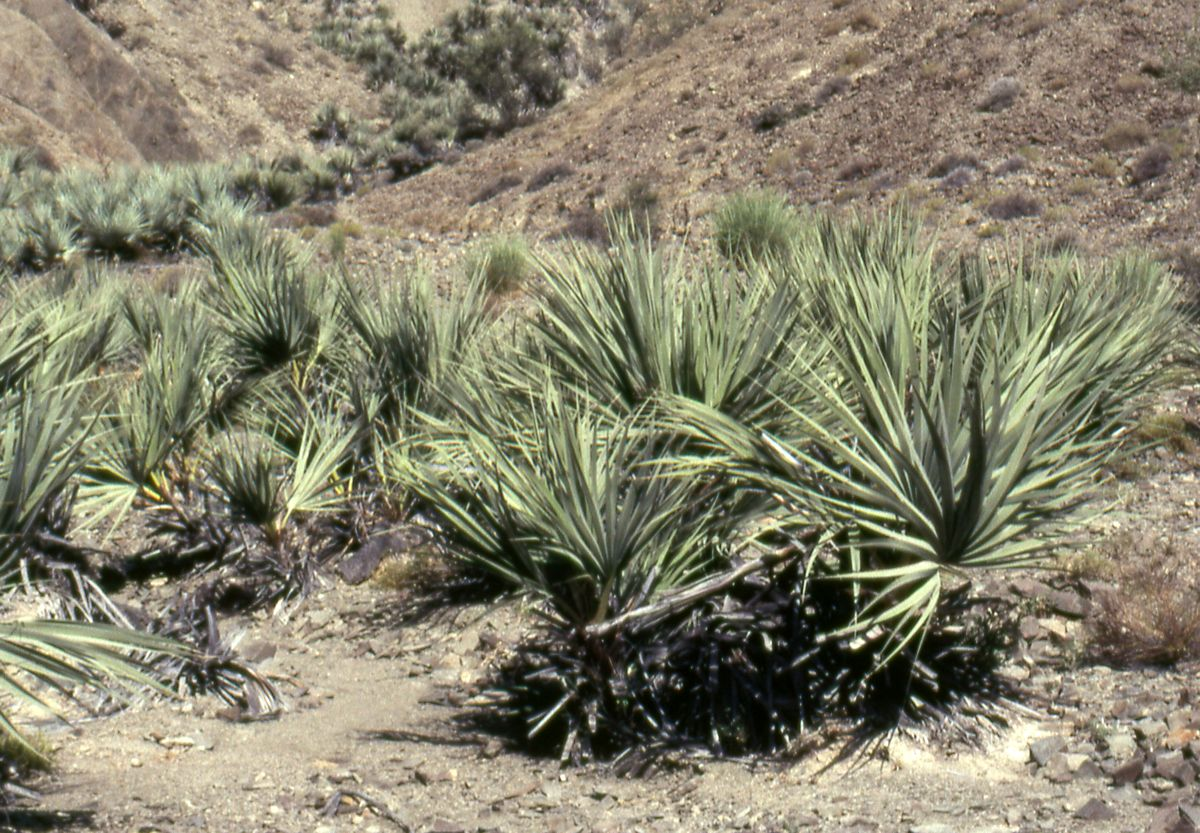
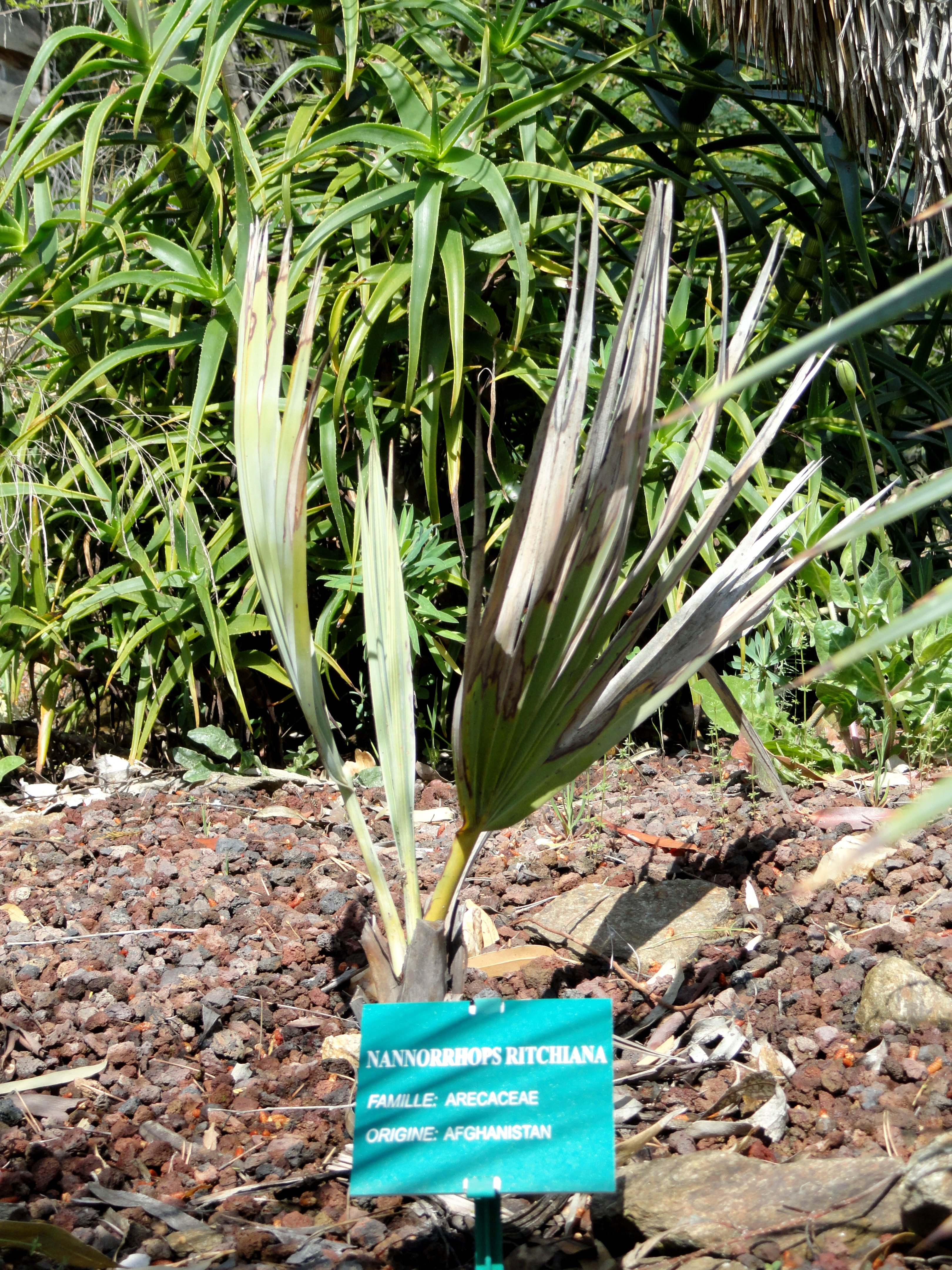
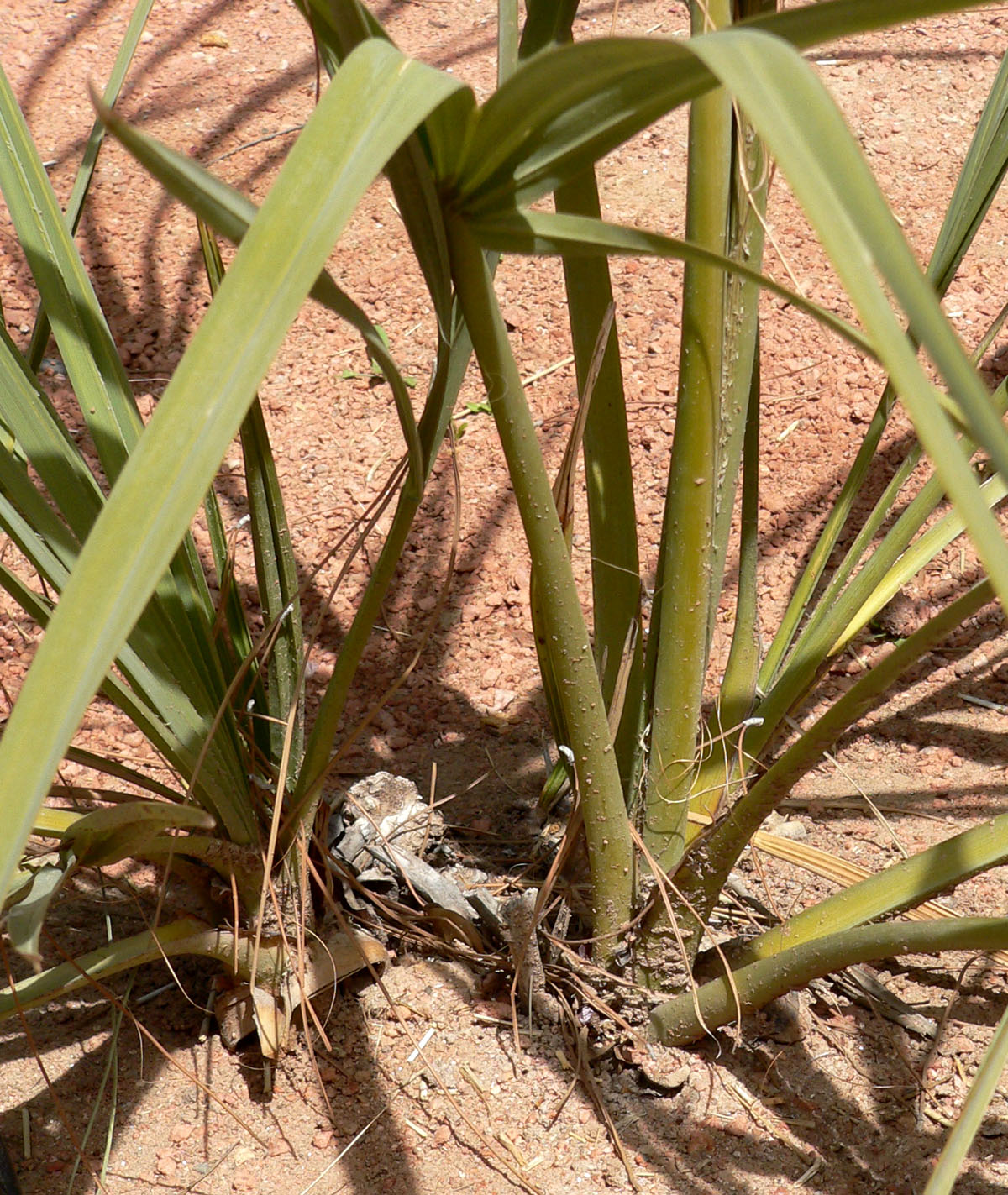